# 庫爾平湖
53°42′N 10°54′E / 53.700°N 10.900°E
庫爾平湖（德語：Culpiner See），是德國的湖泊，位於該國北部石勒蘇益格-荷爾斯泰因州，由勞恩堡縣負責管轄，面積0.18平方公里，海拔高度37米，平均水深4米，最大水深8米，水體容量74萬立方米，湖岸線長度1.7公里。